# Caracara plancus

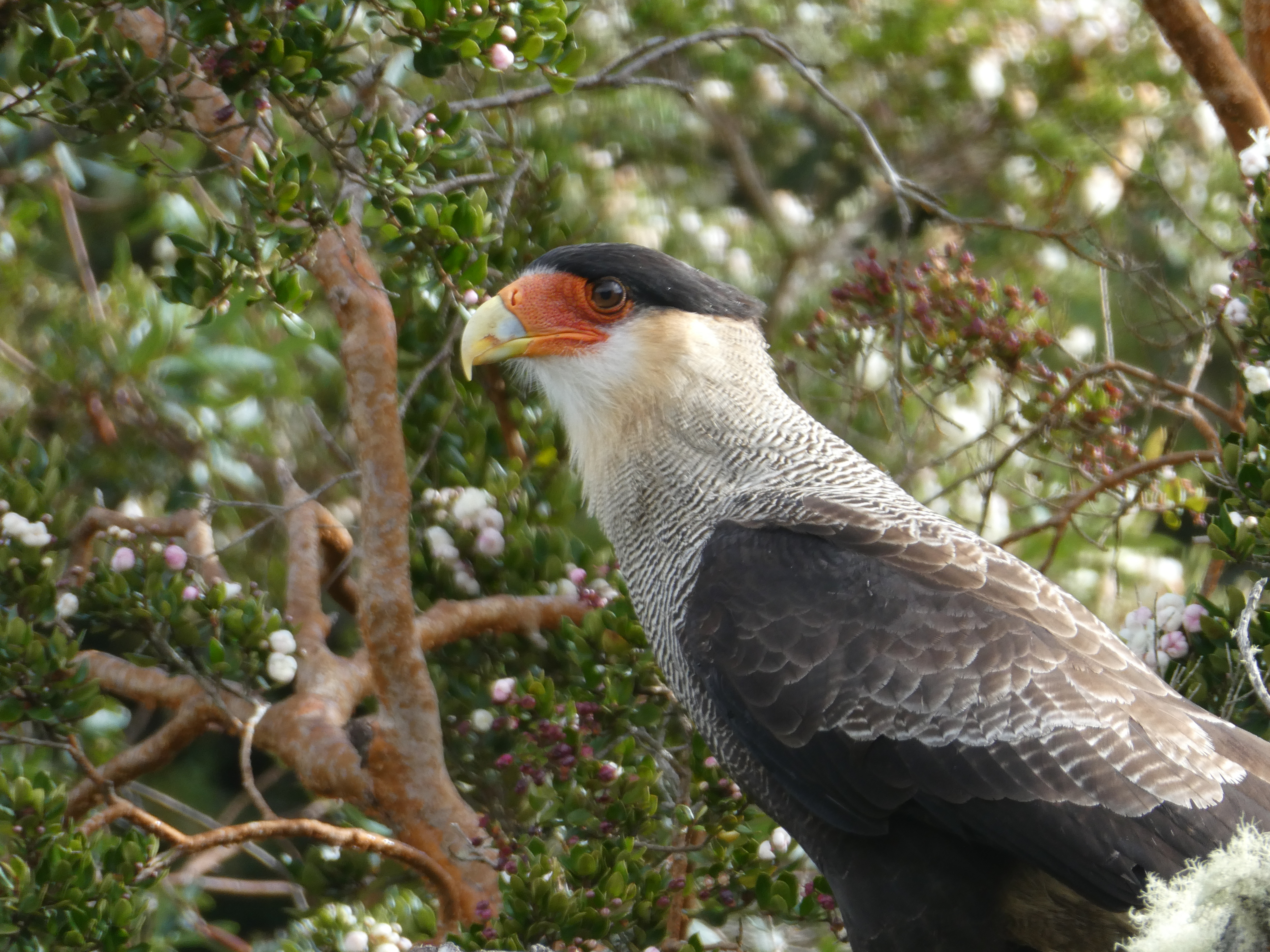
Carancho en la isla Grande de Chiloé, Chile.

El carancho (Caracara plancus), también  conocido como traro, es una especie de ave falconiforme de la familia Falconidae. Habita el centro y sur de América del Sur.

## Descripción
Es un ave rapaz que mide entre 55 y 60 cm de largo. Presenta la parte superior de la cabeza negruzca, el resto de la misma y el cuello blanco grisáceo, y el dorso y pecho con líneas anchas pardas y blanco grisáceo. En vuelo se le observa una mancha alar clara y la cola blanquecina que termina con una banda negra. La piel de la cara es desnuda, rasgo típico de las aves carroñeras.
Se lo puede separar del similar Caracara cheriway por tener C. plancus más extendido el barrado pectoral, por tener amarronadas y a menudo ligeramente moteado-barradas las escapulares (todas negruzcas en C. cheriway), y por tener la parte trasera del dorso pálida y con barrado oscuro (negruzco uniforme en C. cheriway). Ejemplares que muestran características intermedias son conocidos de una pequeña área de contacto entre ambas en el centro-norte de Brasil, pero la intergradación entre las dos especies es limitada en general.

## Distribución y hábitat
El área de distribución de C. plancus incluye Argentina, Bolivia, Brasil, Colombia, Chile, Costa Rica, Paraguay, Perú, Ecuador, Uruguay y Venezuela.
Debido a su plasticidad, es un ave adaptada a diferentes entornos y se puede encontrar en diversos ambientes. El carancho vive al borde de los bosques y en campo abierto, y también se lo encuentra en ámbitos urbanos en grandes ciudades como Buenos Aires.

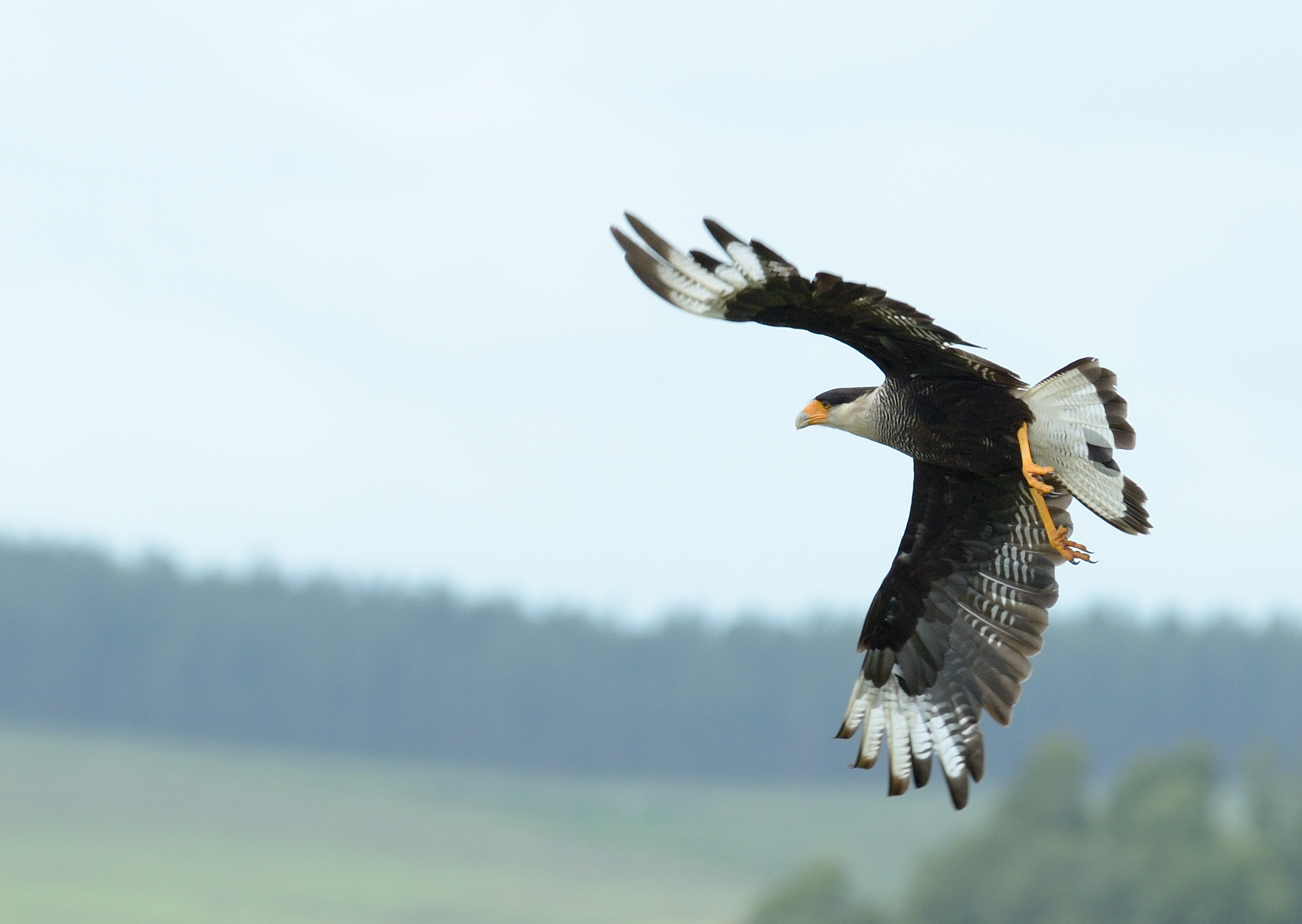
Carancho tomado en un campo del Departamento de Rocha, Uruguay

## Comportamiento
Es un ave oportunista, que puede alimentarse de carroña, con frecuencia se le puede observar comiendo animales que han sido atropellados en la carretera. Responde a la actividad humana, específicamente a la disponibilidad de carroña, por lo que se ve beneficiada por los campos ganaderos campos bajo pastoreo, que resulta en una mayor disponibilidad de alimento.
Aunque a menudo se considera erróneamente que sólo se alimenta de carroña, también puede cazar: aprovecha insectos, y también pequeños mamíferos y aves. Pueden hacer caza cooperativa para predar sobre aves de mayor tamaño, como coscorobas o garzas moras; también roba huevos de nidos. Se lo ha registrado consumiendo y dispersando frutos de plantas, como la palmera Attalea phalerata.
Suele ser perseguida en zonas rurales pues ataca a los pollos. También puede agredir a terneros y corderos jóvenes o heridos, atacando los ojos, labios, y zona anal; de manera que la presa resulte progresivamente indefensa hasta que, finalmente, muere y es consumida. 
En su vuelo alterna aleteos; también suele planear en círculos. Suele bajar a tierra con frecuencia y caminar más que otras aves rapaces.
Emite un sonido áspero y fuerte: krak krak krak.

## Nido

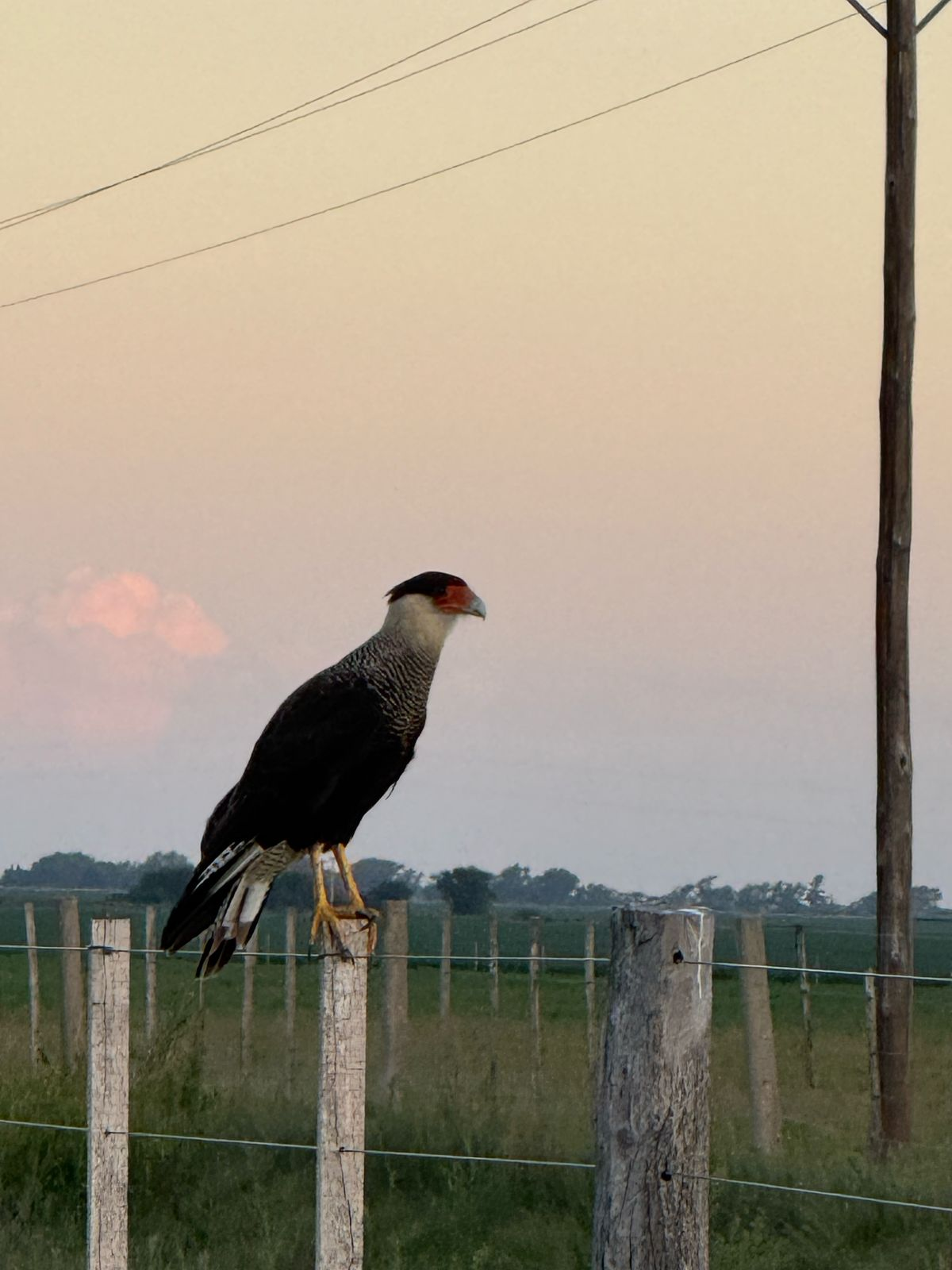
Carancho en la Provincia de Córdoba, Argentina.

Construye su nido en árboles o matorrales utilizando ramas, pasto y pelos. El aspecto del nido suele ser muy desordenado.[cita requerida]

## Taxonomía
El género Caracara comprende dos especies más: C. cheriway, de América del Norte, América Central y el norte de América del Sur, y C. lutosa, de la isla de Guadalupe, extinto c. 1903. Antiguamente, se consideraba que estas tres especies eran conespecíficas. La misma fuente desestima la existencia de las subespecies Caracara plancus plancus, Caracara plancus prelutosus, y Caracara plancus brasiliensis.
Anteriormente el género Caracara se llamó Polyborus. Este nombre sobrevive en el de la subfamilia, Polyborinae, que integra junto a unas pocas aves de las Américas, como los chimangos y matamicos, entre otros. 

## En la cultura
La mayoría de los nombres de Caracara plancus, incluyendo el nombre del género, son onomatopéyicos. Félix de Azara, en su libro Apuntamientos para la historia natural de los páxaros del Paraguay y el Río de la Plata, comenta que «en el Río de la Plata, donde no hay la décima parte que en el Paraguay, le llaman Carancho: los Portugueses del Brasil Gaviao (gavilán); y los Guaranís Caracará, que conservo porque lo canta con frecuencia.».
En su paso por el Río de la Plata, Charles Darwin observó a estas aves, a las que llama carranchas.
En las poblaciones aborígenes era muy importante. Dos de los principales líderes mapuches del siglo XVI, Lautaro y Pelantaro, llevaban nombres alusivos a esta ave, traru en mapudungun.
En la cultura andina (Perú, Bolivia y Ecuador) se le conoce con el nombre de Aqchi (sin distinción de su variedad andina o cheriway) y es un ave sagrado pues aparece mencionado en los mitos fundacionales del mundo andino, acompañando a Wirakochan en su viaje civilizatorio y es descrito con características físicas especiales (cuerpo negro y pico dorado) y conocimientos mágicos del kunan pacha (tiempo presente)
En Argentina se usa la palabra carancho para designar a las personas oportunistas, usualmente aplicado a abogados y sindicalistas abusivos. Además, al ser un ave muy difundida en Argentina y Uruguay está presente en dichos populares como "desordenado como nido de carancho", en alusión a la forma precaria de su nido. Otros refranes incluyen "cada carancho en su rancho", que significa "cada uno en el lugar que le corresponde", y según Carlos Villafuerte, es análogo al refrán español «cada mochuelo en su nido»; «carancho que comió, voló», referido a quien una vez conseguido su propósito se desentiende de toda ulterioridad; o «maldición de cuervo no alcanza a carancho», que significa que, aun cuando alguien no sea bueno, si quien maldice es peor sus malos deseos no se cumplirán.
El nombre del río Carcarañá, en Argentina, significa carancho diablo en idioma guaraní.

## Galería

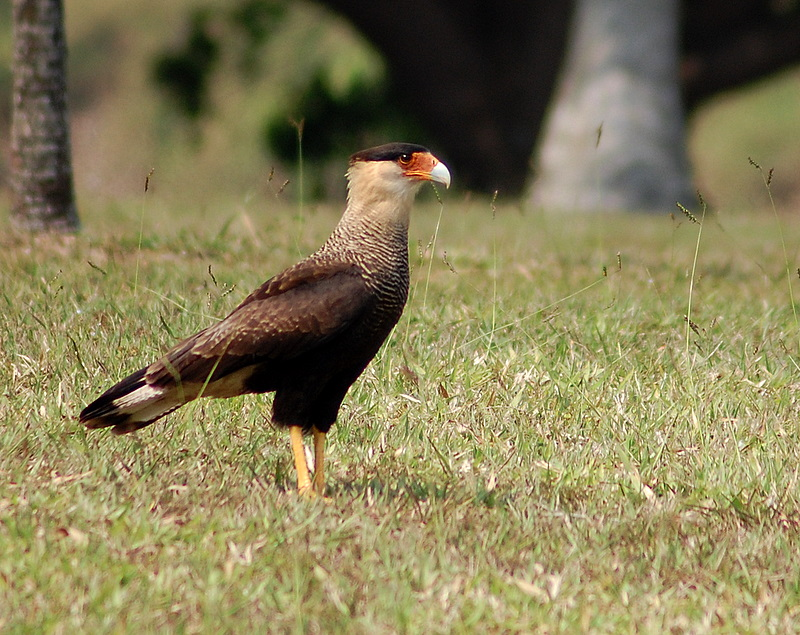
Carancho en São Paulo, Brasil
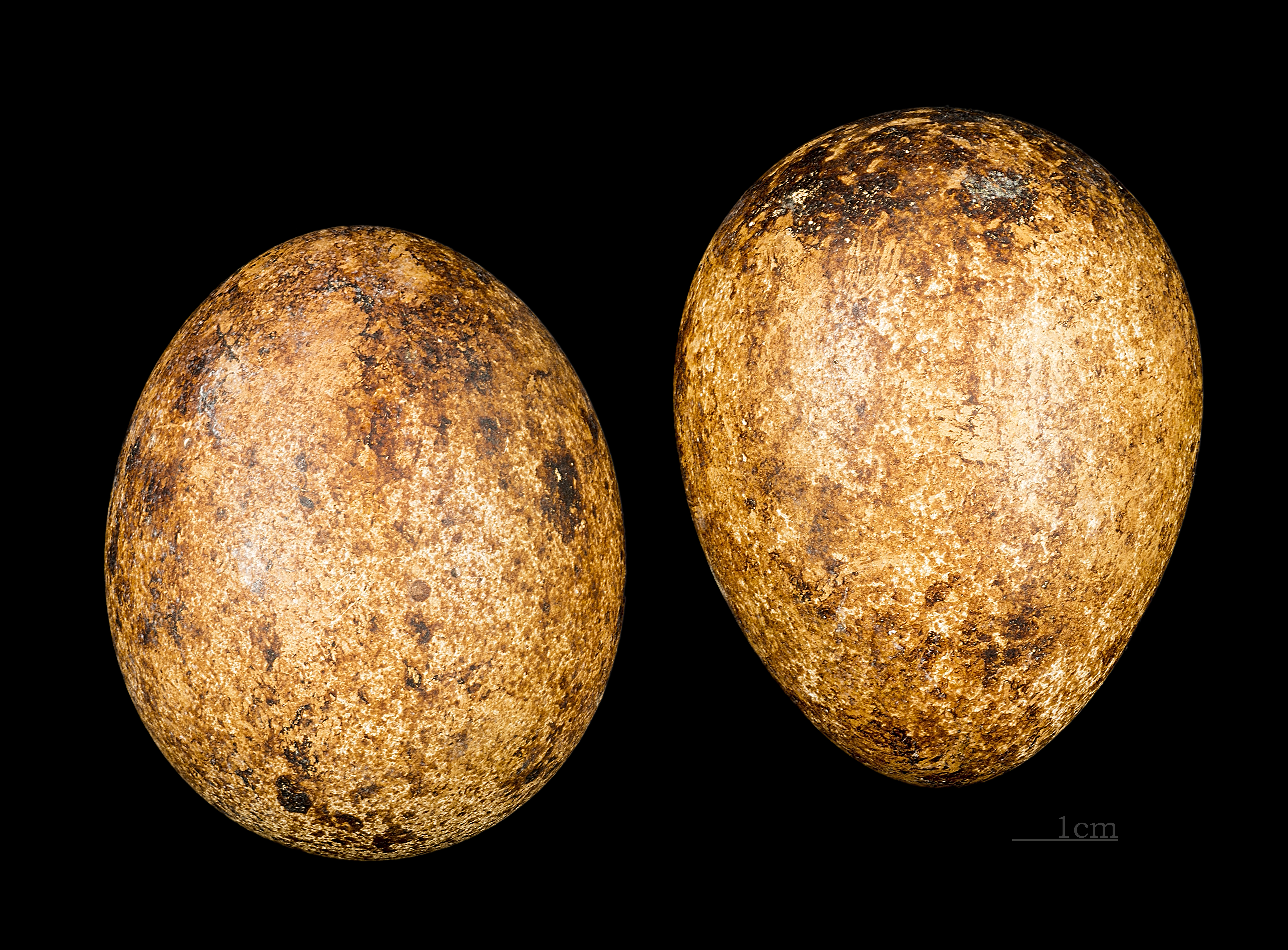
Caracara plancus - MHNT
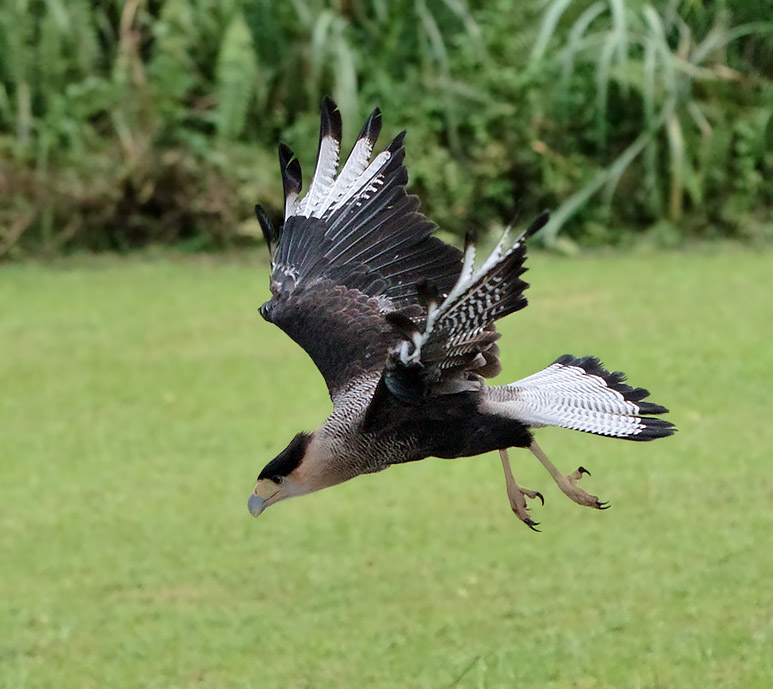
Carancho subadulto en vuelo
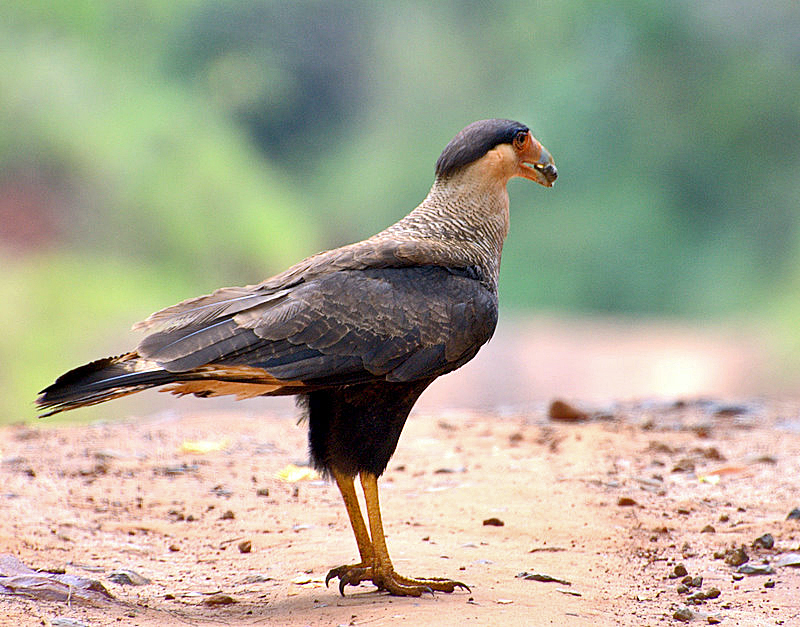
Traro cerca de Bica de Pedra, São Paulo, Brasil
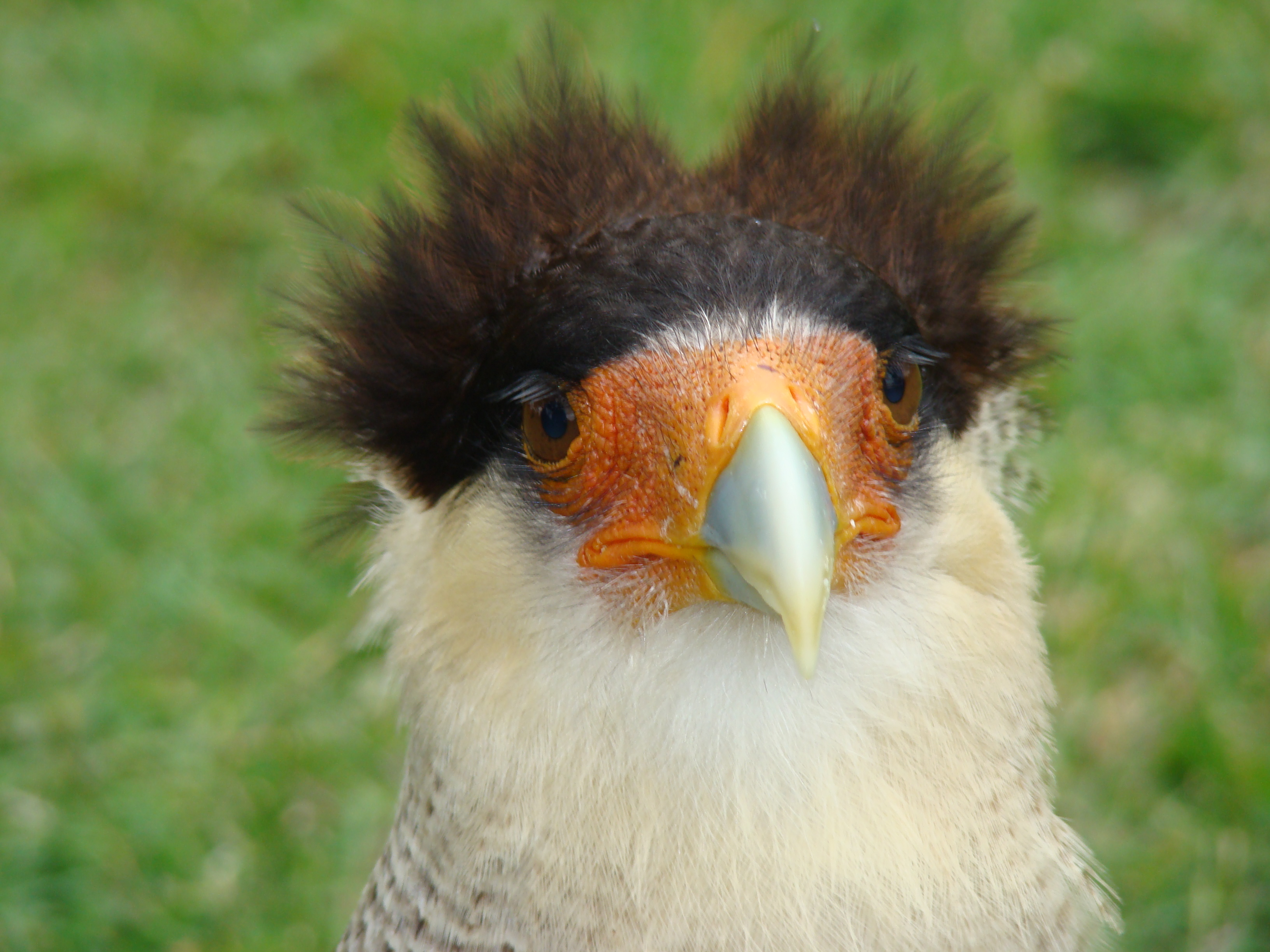
Carancho en el Parque Nacional Torres del Paine, Chile